# 西山将貴
西山 将貴（にしやま まさき、1999年 - ）は、日本の映画監督。 

## 来歴
愛媛県松山市北条出身。松山市立北条小学校、新田青雲中等教育学校卒。
14歳の頃から自主的に映像制作を始める。高校進学後はSF映画「The Flap of the Butterfly's Wings」を制作し、Mindfilmフィルムフェスティバル 2018 プラチナ賞を受賞。同年、全編ロンドンロケの”The Eternal Moment"を制作した。
2021年には監督作「スマホラー!」が国際短編映画祭「ショートショート フィルムフェスティバル & アジア2021」で新設されたバーティカルシアター部門の最優秀賞を受賞した。同作はスマートフォンで視聴することを前提にしたバーティカル（縦型）画面で撮影されており、西山によると撮影には約2年を要したという。同作は第25回ロサンゼルス国際短編映画祭・ホラー映画部門にもノミネートされた。

## フィルモグラフィ

### 短編映画
| 年   | 題名                              | 役割             |
| ---- | --------------------------------- | ---------------- |
| 2017 | The Flap of the Butterfly’s Wings | 監督・脚本・編集 |
| 2018 | The Eternal Moment                | 監督・脚本・編集 |
| 2019 | スマホラー                        | 監督・脚本・編集 |
| 2021 | スマホラー！/Smahorror            | 監督・脚本・編集 |

### 長編映画
| 年   | 題名               | 役割             |
| ---- | ------------------ | ---------------- |
| 2025 | インビジブルハーフ | 監督・脚本・編集 |

### テレビドラマ
- インバージョン（2022年3月18日・19日、MBSテレビ）- 監督[6]

## 受賞
- えひめ文化・スポーツ賞[7]
- ショートショートフィルムフェスティバル2021・バーティカル部門最優秀賞